# Domingos Gonçalves
Domingos André Maciel Gonçalves, noto semplicemente come Domingos Gonçalves (Barcelos, 13 febbraio 1989), è un ciclista su strada portoghese, attivo in formazioni UCI dal 2012 al 2019. È fratello di José Gonçalves, anch'egli ciclista professionista.
Il 12 dicembre 2019 è stato sospeso per irregolarità nel passaporto biologico risalenti al periodo 2016-2018, e successivamente, nel gennaio 2021, è stato squalificato dall'Unione Ciclistica Internazionale per quattro anni, fino all'11 dicembre 2023.

## Palmarès

### Strada
- 2010 (Liberty Seguros)

Grande Premio de Mortágua
- 2013 (Rádio Popular-Onda)

2ª tappa Volta a Portugal do Futuro (Águeda > Sertã)
- 2017 (Rádio Popular-Boavista, una vittoria)

Campionati portoghesi, Prova a cronometro Elite
- 2018 (Rádio Popular-Boavista, due vittorie)

Campionati portoghesi, Prova a cronometro Elite
Campionati portoghesi, Prova in linea Elite
6ª tappa Volta a Portugal (Sernancelhe > Boticas)

#### Altri successi
- 2010 (Liberty Seguros)

2ª tappa Volta as Terras de Santa Maria Feira (cronosquadre)
- 2011 (Liberty Seguros)

1ª tappa GP Abimota (cronosquadre)
- 2015 (Efapel)

Prologo Volta ao Alto Támega (Chaves, cronosquadre)
- 2017 (Rádio Popular-Boavista)

Circuito de São Bernardo
Troféu Concelhio de Oliveira de Azeméis
- 2018 (Rádio Popular-Boavista)

Circuito da Malveira
Clássica da Primavera
Circuito de São Bernardo

## Piazzamenti

### Grandi giri
- Vuelta a España

2019: non partito (14ª tappa)

### Competizioni mondiali
- Campionati del mondo

Innsbruck 2018 - Cronometro Elite: 41º